# Sainte-Alvère
Sainte-Alvère är en kommun i departementet Dordogne i regionen Nouvelle-Aquitaine i sydvästra Frankrike. Kommunen ligger i kantonen Sainte-Alvère som tillhör arrondissementet Bergerac. År 2018 hade Sainte-Alvère 799 invånare.

## Befolkningsutveckling
Antalet invånare i kommunen Sainte-Alvère
Referens:INSEE